# Quadro (vídeo)
Quadro de vídeo, também conhecido como frames de vídeo ou frames por segundo, é cada uma das imagens fixas de um produto audiovisual.

Anteriormente as imagens dos frames eram analógicas e atualmente são imagens digitais utilizadas dentro de programas de computador como o Adobe Premiere Pro, Windows Movie Maker, Avidemux, Blender, VirtualDubMod, Jahshaka etc, na edição de vídeos. 

Em inglês, fala-se em "film frame" ou "video frame", conforme o produto em questão tenha sido realizado em película (tecnologia cinematográfica) ou vídeo (tecnologia eletrônica, seja ela analógica ou digital). Em português, em geral usa-se o termo fotograma para as imagens individuais de um filme, reservando a palavra frame apenas para as imagens de vídeo, e utilizando quadro ou imagem para produtos audiovisuais genéricos, produzidos em qualquer tecnologia.[carece de fontes?]

## Unidade de tempo
Em produção audiovisual, é comum usar-se a palavra "frame" também como unidade de tempo. Neste caso, sua definição precisa depende da cadência de projeção utilizada em cada sistema particular de filme ou vídeo.
Por exemplo, no cinema sonoro (desde 1929), a cadência padrão de projeção é de 24 quadros por segundo, portanto um frame equivale a 0,0417 segundos. Mas, no período do cinema mudo, a cadência variava entre 16 e 20 quadros por segundos, dando ao frame uma duração entre 0,0500 e 0,0625 segundos.
Nos sistemas de vídeo utilizados no Brasil, Estados Unidos, Canadá e Japão (NTSC e variantes), a cadência é de 29,97 imagens por segundo, portanto cada frame equivale a 0,0333 segundos. Mas os sistemas de vídeo europeus SECAM e PAL (também utilizados na maior parte da América Latina) trabalham com uma cadência de 25 quadros por segundo, o que faz com que cada frame dure 0,0400 segundos.